# You're Always On My Mind
 (octobre 2013).
Si vous disposez d'ouvrages ou d'articles de référence ou si vous connaissez des sites web de qualité traitant du thème abordé ici, merci de compléter l'article en donnant les références utiles à sa vérifiabilité et en les liant à la section « Notes et références ».
Singles de SWV
Downtown
(1993) Anything
(1994)
You're Always On My Mind est une chanson du groupe américain SWV (featuring brian alexander morgan), extraite de leur premier album, It's About Time, et sortie en single en 1993 sous le label RCA Records.